# Bilbo Bagger
Uppslagsordet ”Bilbo” leder hit. Bilbo kan även avse Bilbao på baskiska.
Bilbo Bagger, även Bilbo Secker, (eng. Bilbo Baggins) är huvudpersonen i J.R.R. Tolkiens roman Bilbo – En hobbits äventyr (eng. The Hobbit - or There and Back Again) och en av sidopersonerna i Ringarnas herre.
I Tore Zetterholms översättning, Hompen, heter romanfiguren Bimbo Backlin. Britt G. Hallqvist, som översatte boken på nytt 1962, anammade Åke Ohlmarks (som översatte uppföljarromanen The Lord of the Rings) namn Bilbo Bagger och valde att kalla boken Bilbo - En hobbits äventyr. I Erik Anderssons översättning heter boken Hobbiten - eller Bort och hem igen och Bilbo har fått efternamnet Secker.
Hobbiten Bilbo är en av få personer någonsin i Tolkiens värld Midgård som (någorlunda) frivilligt lämnar ifrån sig Den enda ringen. Andra som gör detta är Sam Gamgi och Tom Bombadill. Mot slutet av sin levnad färdas Bilbo till det odödliga landet Valinor.
I Peter Jacksons filmatisering av Ringarnas herre från 2001–2003 gestaltades Bilbo av Ian Holm, och i filmerna baserade på Bilbo spelas han både av Martin Freeman (i titelrollen) och av Holm (som den åldrade Bilbo). I Radioteaterns uppsättning av Bilbo spelades han av Håkan Serner och i Sagan om ringen av Ingvar Kjellson.